# Самсоново (Новоазовский район)
Самсо́ново (укр. Самсонове) — село в Новоазовском районе Донецкой области Украины. Находится под контролем самопровозглашённой Донецкой Народной Республики.

## География
Село расположено на северном берегу Азовского моря. В Донецкой области имеется одноимённый населённый пункт — село Самсоново — в соседнем Тельмановском районе.

#### Соседние населённые пункты по странам света
С: Патриотичное, Качкарское
СЗ: Митьково-Качкари, Весёлое
СВ: Гусельщиково, Козловка
З: Безыменное
В: город Новоазовск

## Общие сведения
Код КОАТУУ — 1423610103. Почтовый индекс — 87600. Телефонный код — 6296.

## Население
- 1873 — 201 чел.
- 1924 — 28 чел.
- 2001 — 378 чел. (перепись)

В 2001 году родным языком назвали:
- украинский язык — 299 чел. (79,10 %)
- русский язык — 79 чел. (20,90 %)

## Адрес местного совета
87600, Донецкая обл., Новоазовский р-н, г. Новоазовск, ул. Гриценко, 92.